# Wachtebeke
Wachtebeke är en kommun i Belgien.   Den ligger i provinsen Östflandern och regionen Flandern, i den nordvästra delen av landet, 50 km nordväst om huvudstaden Bryssel. Antalet invånare är 7 180. Arean är 35 kvadratkilometer. Wachtebeke gränsar till Lokeren.
Terrängen i Wachtebeke är mycket platt.
Omgivningarna runt Wachtebeke är en mosaik av jordbruksmark och naturlig växtlighet. Runt Wachtebeke är det tätbefolkat, med 369 invånare per kvadratkilometer.